# Polline Martignano
Polline Martignano è la cinquantanovesima zona di Roma, indicata con Z. LIX.
Si tratta di un'exclave del comune di Roma sita tra i comuni di Anguillara Sabazia, Campagnano e Trevignano; comprende parte del lago di Martignano e affaccia sul lago di Bracciano con un tratto di riva di circa 2 km.

## Geografia fisica

### Territorio
Fra la zona e il comune di Campagnano di Roma si trovano a nord l'alveo prosciugato del lago di Stracciacappa (lacus Papyrianus) e a sud il lago di Martignano (lacus Alsietinus), mentre a ovest, fra il comune di Trevignano Romano a nord e il comune di Anguillara Sabazia a sud, si trova il lago di Bracciano (lacus Sabatinus).
La zona confina:
- a nord con il comune di Trevignano Romano
- a est con il comune di Campagnano di Roma
- a sud con il comune di Anguillara Sabazia

## Monumenti e luoghi d'interesse

### Siti archeologici
- Torre di Stirpa Cappe[2]. Torre del XII secolo. 42.136516°N 12.319369°E

Unico elemento architettonico conservatosi del castellare e borgo di Stirpe Cappe, si ergeva in posizione strategica per controllare il transito sulla via Cassia.
- Casale di Martignano. Casale del XV secolo. 42.121791°N 12.32222°E

### Aree naturali
- Parco naturale regionale di Bracciano-Martignano
- Lago di Martignano

## Geografia antropica

### Urbanistica
Nel territorio di Polline Martignano si estende la zona urbanistica 20O Martignano.

### Odonimia
La zona presenta solo cinque strade. Con il lungolago di Polline troviamo le seguenti vie:
- Massa Clodiana, Montagna Spaccata, Piana del Pero, Polline